# Старицковский сельский совет (Машевский район)
Старицковский сельский совет (укр. Старицьківська сільська рада) — входит в состав
Машевского района
Полтавской области
Украины.
Административный центр сельского совета находится в 
с. Старицковка.

## Населённые пункты совета
- с. Старицковка
- с. Заря
- с. Алексеевка
- с. Рубановка
- с. Солнечное